# Egisto
Egisto (in greco antico: Αἴγισθος?, Áighisthos, in latino Aegisthus), personaggio della mitologia greca, appartiene alla stirpe dei Pelopidi, discendenti del leggendario Pelope, conquistatore del Peloponneso.
Figlio di un rapporto incestuoso tra Tieste e la figlia Pelopia, strumento della sua feroce vendetta contro Atreo e la sua discendenza su cui grava la maledizione del padre per l'uccisione di Crisippo figlio di Pelope e della ninfa Astioche.
Assassino di Agamennone, si incorona re di Micene ma sua volta è vittima anch'egli, poiché nell'ultimo atto della lunga e crudele faida è assassinato da Oreste, figlio di Agamennone ed ultimo della stirpe. È uomo destinato al rimorso fino all'intervento di Atena.

## Genealogia
|  |  |           |           |           |           |           |           |           |           |           |           |           |           |          |          |       |       |            |            | Tantalo    |            |            |            |        |        |              |              |              |              |              |              |        |        |           |           |           |           |           |           |         |         |         |         |  |  |  |  |
|  |  |           |           |           |           |           |           |           |           |           |           |           |           |          |          |       |       |            |            |            |            |            |            |        |        |              |              |              |              |              |              |        |        |           |           |           |           |           |           |         |         |         |         |  |  |  |  |
|  |  |           |           |           |           |           |           | Ippodamia | Ippodamia | Ippodamia | Ippodamia | Ippodamia | Ippodamia |          |          |       |       |            |            | Pelope     | Pelope     | Pelope     | Pelope     | Pelope | Pelope |              |              |              |              |              |              |        |        |           |           |           |           |           |           |         |         |         |         |  |  |  |  |
|  |  |           |           |           |           |           |           | Ippodamia | Ippodamia | Ippodamia | Ippodamia | Ippodamia | Ippodamia |          |          |       |       |            |            | Pelope     | Pelope     | Pelope     | Pelope     | Pelope | Pelope |              |              |              |              |              |              |        |        |           |           |           |           |           |           |         |         |         |         |  |  |  |  |
|  |  |           |           |           |           |           |           |           |           |           |           |           |           |          |          |       |       |            |            |            |            |            |            |        |        |              |              |              |              |              |              |        |        |           |           |           |           |           |           |         |         |         |         |  |  |  |  |
|  |  |           |           |           |           |           |           |           |           |           |           |           |           |          |          |       |       |            |            |            |            |            |            |        |        |              |              |              |              |              |              |        |        |           |           |           |           |           |           |         |         |         |         |  |  |  |  |
|  |  |           |           |           |           | Erope     | Erope     | Erope     | Erope     | Erope     | Erope     |           |           | Atreo    | Atreo    | Atreo | Atreo | Atreo      | Atreo      |            |            |            |            |        |        |              |              |              |              | Tieste       | Tieste       | Tieste | Tieste | Tieste    | Tieste    |           |           | Pelopia   | Pelopia   | Pelopia | Pelopia | Pelopia | Pelopia |  |  |  |  |
|  |  |           |           |           |           | Erope     | Erope     | Erope     | Erope     | Erope     | Erope     |           |           | Atreo    | Atreo    | Atreo | Atreo | Atreo      | Atreo      |            |            |            |            |        |        |              |              |              |              | Tieste       | Tieste       | Tieste | Tieste | Tieste    | Tieste    |           |           | Pelopia   | Pelopia   | Pelopia | Pelopia | Pelopia | Pelopia |  |  |  |  |
|  |  |           |           |           |           |           |           |           |           |           |           |           |           |          |          |       |       |            |            |            |            |            |            |        |        |              |              |              |              |              |              |        |        |           |           |           |           |           |           |         |         |         |         |  |  |  |  |
|  |  |           |           |           |           |           |           |           |           |           |           |           |           |          |          |       |       |            |            |            |            |            |            |        |        |              |              |              |              |              |              |        |        |           |           |           |           |           |           |         |         |         |         |  |  |  |  |
|  |  | Anassibia | Anassibia | Anassibia | Anassibia | Anassibia | Anassibia |           |           | Menelao   | Menelao   | Menelao   | Menelao   | Menelao  | Menelao  |       |       | Agamennone | Agamennone | Agamennone | Agamennone | Agamennone | Agamennone |        |        | Clitennestra | Clitennestra | Clitennestra | Clitennestra | Clitennestra | Clitennestra |        |        | Egisto    | Egisto    | Egisto    | Egisto    | Egisto    | Egisto    |         |         |         |         |  |  |  |  |
|  |  | Anassibia | Anassibia | Anassibia | Anassibia | Anassibia | Anassibia |           |           | Menelao   | Menelao   | Menelao   | Menelao   | Menelao  | Menelao  |       |       | Agamennone | Agamennone | Agamennone | Agamennone | Agamennone | Agamennone |        |        | Clitennestra | Clitennestra | Clitennestra | Clitennestra | Clitennestra | Clitennestra |        |        | Egisto    | Egisto    | Egisto    | Egisto    | Egisto    | Egisto    |         |         |         |         |  |  |  |  |
|  |  |           |           |           |           |           |           |           |           |           |           |           |           |          |          |       |       |            |            |            |            |            |            |        |        |              |              |              |              |              |              |        |        |           |           |           |           |           |           |         |         |         |         |  |  |  |  |
|  |  |           |           |           |           |           |           |           |           |           |           |           |           |          |          |       |       |            |            |            |            |            |            |        |        |              |              |              |              |              |              |        |        |           |           |           |           |           |           |         |         |         |         |  |  |  |  |
|  |  |           |           |           |           |           |           |           |           | Ifigenia  | Ifigenia  | Ifigenia  | Ifigenia  | Ifigenia | Ifigenia |       |       | Oreste     | Oreste     | Oreste     | Oreste     | Oreste     | Oreste     |        |        | Elettra      | Elettra      | Elettra      | Elettra      | Elettra      | Elettra      |        |        | Crisotemi | Crisotemi | Crisotemi | Crisotemi | Crisotemi | Crisotemi |         |         |         |         |  |  |  |  |

La nascita di Egisto si inserisce nel pieno contesto delle rivalità tra Atreo e Tieste, figli di Pelope. La leggenda narra che Atreo e il suo gemello Tieste erano divenuti rivali alla morte di Pelope e poi acerrimi nemici; i due fratelli, infatti, si contendevano il trono di Micene.

### I torti
La loro feroce ostilità aveva raggiunto il culmine quando Atreo aveva cacciato il fratello e si era incoronato re, ma lo aveva poi attirato con l'inganno proponendogli la cessazione della contesa, la spartizione del regno e l'allestimento a palazzo di un banchetto che doveva suggellare la pace ritrovata.
Atreo però uccise i tre figli che Tieste aveva avuto da una Naiade, Aglao, Orcomeno e Callileonte, che si erano rifugiati supplici sull'altare di Zeus; e al banchetto fece servire al fratello ignaro, le loro carni. Tieste, furioso, cercò i figli di Atreo per consumare su di loro la sua vendetta, ma i due ragazzi, Agamennone e Menelao (Atridi perché discendenti da Atreo), erano riusciti a fuggire con l'aiuto di un servo ed erano riparati a Sparta.

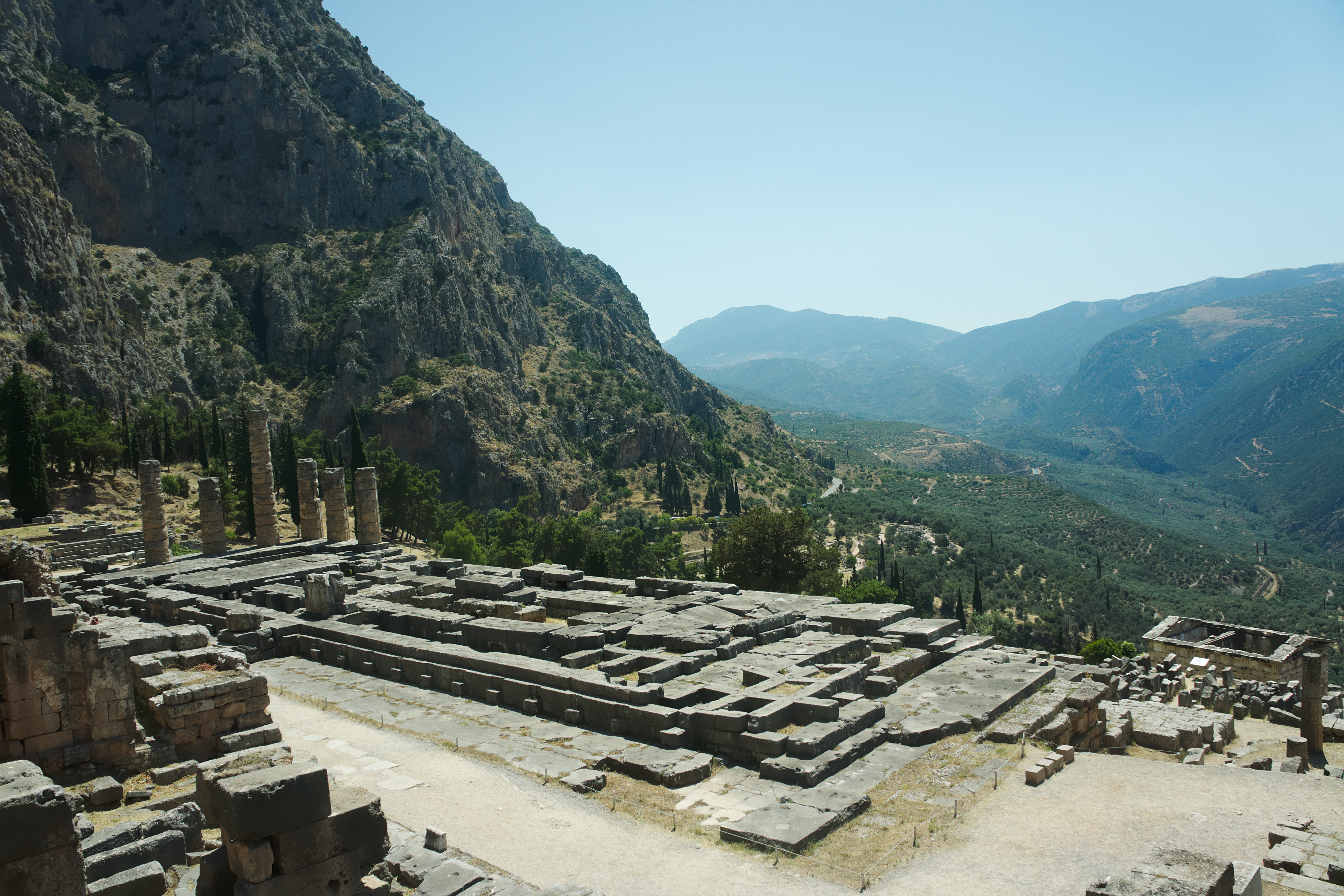
Delfi, il tempio di Apollo oggi.

Tieste fuggì inorridito da Micene, e consultò l'oracolo di Delfi che gli suggerì di procreare con la propria figlia il bambino che l'avrebbe vendicato: Egisto.
Si recò dunque a Sicione, regno di Tesproto, dove la figlia Pelopia era sacerdotessa della dea Atena. Si nascose in una grotta per non officiare i riti e, a notte fonda, scrutò segretamente la fanciulla che sacrificava ad Atena Colocasia. Pelopia condusse la danza rituale, ma il suo piede affondò in una pozzanghera del sangue sgorgato dal collo dell'animale immolato, una pecora nera, e si macchiò la veste. Subito corse alla sorgente in prossimità del tempio, si tolse la tunica e s'affrettò a lavare la macchia, quando Tieste uscì dal suo nascondiglio e la violò. L'uomo si era coperto il viso con una maschera perciò Pelopia non riuscì a riconoscerlo, ma gli sfilò la spada che pose sotto il piedistallo della statua di Atena. Presto Tieste si accorse di aver perduto l'arma e temette di venire scoperto, per cui annunciò al re Tesproto di voler tornare in Lidia, terra dei suoi antenati.
Atreo, nel frattempo, temendo la punizione degli dei per i suoi crimini, si rivolse all'oracolo di Delfi che gli intimò di richiamare Tieste da Sicione. Il re vi si recò personalmente, ma il fratello si era già allontanato, incontrò invece Pelopia e se ne innamorò credendola figlia del re Tesproto. Giacque con lei e la chiese in sposa. Il re acconsentì; lieto di rendere un buon servigio a Pelopia e di propiziarsi un re tanto potente, Tesproto non volle chiarire l'equivoco. Atreo celebrò le sue nozze con la fanciulla, che, alcuni mesi dopo, partorì il bambino concepito con Tieste.

## Le vicende
Pelopia abbandonò il neonato sulle montagne. Qui fu rinvenuto da alcuni pastori che si presero cura di lui e lo nutrirono con latte di capra (aix, aigos in greco), che il piccolo Egisto poppò dall'animale stesso.
Saputolo, Atreo cercò il bambino e, ritrovatolo, lo allevò come proprio figlio. Credeva infatti di essere padre del bambino e che Pelopia avesse abbandonato il figlio tra i monti perché colta dalla pazzia momentanea che affligge alcune donne dopo il parto.
Alcuni anni dopo, Micene fu funestata da una serie di pessimi raccolti ed Atreo incaricò i figli Agamennone e Menelao di chiedere a Delfi notizie di Tieste. Lo incrociarono casualmente mentre tornava dopo aver interrogato l'oracolo, lo imprigionarono e lo ricondussero a Micene, dove fu rinchiuso in una cella per ordine di Atreo.

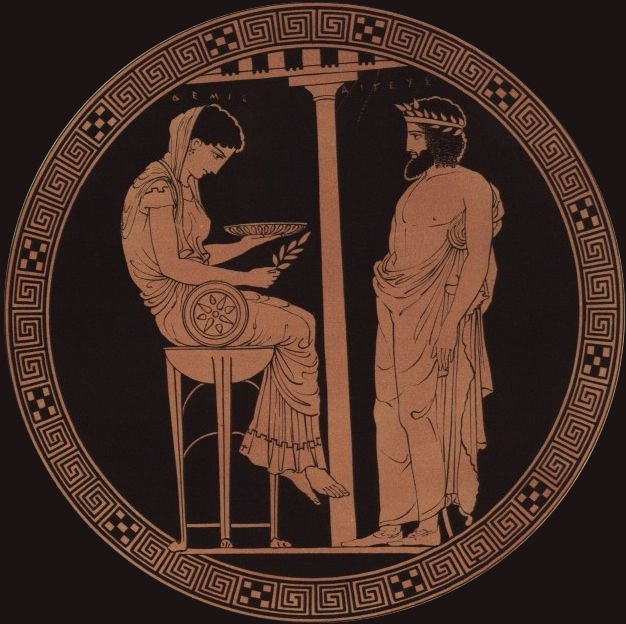
La Pizia, qui con Egeo, consulta l'oracolo di Delfi.

Il re incaricò quindi Egisto di uccidere Tieste, segregato nel carcere. Egisto, giovinetto di sette anni, impugnò la spada e si diresse nella cella in cui riposava Tieste. L'uomo si destò al suo arrivo, si scansò tempestivamente, s'alzò e scalciò il giovane al polso, sottraendogli l'arma. Tieste riconobbe con sorpresa di stringere la spada di cui era stato privato molti anni prima a Sicione. Afferrò Egisto per le spalle e lo interrogò su come la spada fosse entrata in suo possesso. Il bambino impaurito balbettò di averla ricevuta dalla madre Pelopia e Tieste lo istigò ad obbedire ai tre ordini che gli avrebbe dato. Egisto annuì e s'apprestò innanzitutto a condurre sua madre in prigione al cospetto di Tieste. Pelopia, riconosciuto il padre, lo abbracciò e pianse per le sue disgrazie.
Tieste le chiese chi le avesse procurato quell'arma e la donna confessò di averla sfilata ad un ignoto straniero che l'aveva violata una notte a Sicione. Il padre allora spiegò di essere il proprietario della spada e, al contempo, l'autore dello stupro. Scossa da un profondo orrore, Pelopia afferrò la spada con il pretesto di doverla esaminare e se la immerse nel petto. Egisto, allibito, su ordine di Tieste, recuperò l'arma insanguinata e la consegnò ad Atreo che, colmo di gioia, scese sulla spiaggia e officiò un sacrificio di ringraziamento a Zeus, lieto di essersi finalmente liberato del fratello.
Egisto lo assassinò mentre era intento al rituale e restituì il regno al padre Tieste, con il quale regnò su Micene da cui bandì Agamennone e Menelao. Alcuni autori sostengono che Atreo non fu mai ucciso dal giovinetto, e dicono che Egisto era ancora un neonato in fasce quando Agamennone confiscò a Tieste il regno e gli strappò via lo scettro.
Agamennone e Menelao si rifugiarono presso la corte di Tindaro a Sparta, che li aiutò a recuperare i loro beni sottratti da Tieste ed Egisto. Il re marciò su Micene, strappò lo scettro a Tieste, rifugiatosi sull'altare di Era, e lo costrinse a giurare che avrebbe accettato l'esilio senza mai più tornare. Tieste si ritirò a Citera, mentre Egisto fu esule presso il re Cilarabete, figlio di Stenelo. Il giovane fu accolto da Strofio, che regnava sulla Focide, e prese dapprima in moglie una delle sue figlie che poi abbandonò per tornare a Micene spinto dalla sua inesausta ansia di vendetta.

### La vendetta

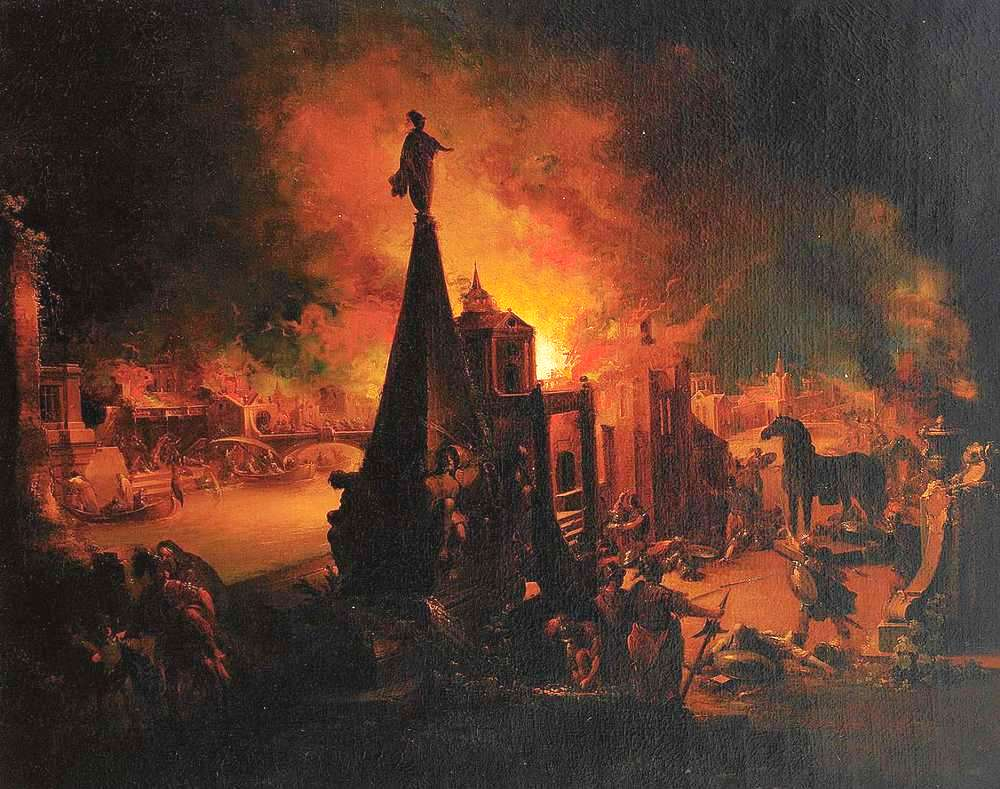
J. G. Trautmann (1713- 1769), L'incendio di Troia

Quando Paride rapì Elena, moglie di Menelao, fuggì con lei a Troia. Scatenò così la guerra di Troia, per cui Agamennone e il fratello lasciarono ciascuno il proprio regno e ne rimasero lontani per dieci lunghi anni. Egisto non partecipava alla spedizione, e rimanendo in Argo preparò la vendetta.
Nel corso della guerra, accadeva intanto che la tracotanza di Agamennone si innimicava Nauplio, padre di Palamede (eroe e astuto capo tra gli Achei, ingannato e lapidato dai Greci stessi su istigazione di Odisseo). Nauplio aveva chiesto ad Agamennone giustizia per il figlio, ma il re, che aveva sostenuto personalmente il crimine di Odisseo, non volle ascoltarlo. L'uomo se ne risentì e salpò da Troia, e costeggiando l'Attica e il Peloponneso, andava incitando al tradimento le mogli rimaste sole nelle loro case. Egisto aveva udito che Clitennestra era una di quelle mogli.
Clitennestra nutriva infatti un antico e sordo rancore: Agamennone l'aveva privata del primo marito, Tantalo, e ucciso il neonato che stringeva al seno, l'aveva stuprata e sposata contro la sua volontà. Presto era partito per una guerra infinita, lasciandola sola costringendola al sacrificio della figlia Ifigenia in Aulide.. Il fratello di Palamede, Eace, inoltre le aveva preannunciato che Agamennone sarebbe tornato da Troia portando con sé la principessa Cassandra, figlia di Priamo e sacerdotessa di Apollo, per tenerla a palazzo. In realtà Eace voleva ravvivare l'odio della regina per istigarla al delitto e vendicare l'uccisione del fratello.

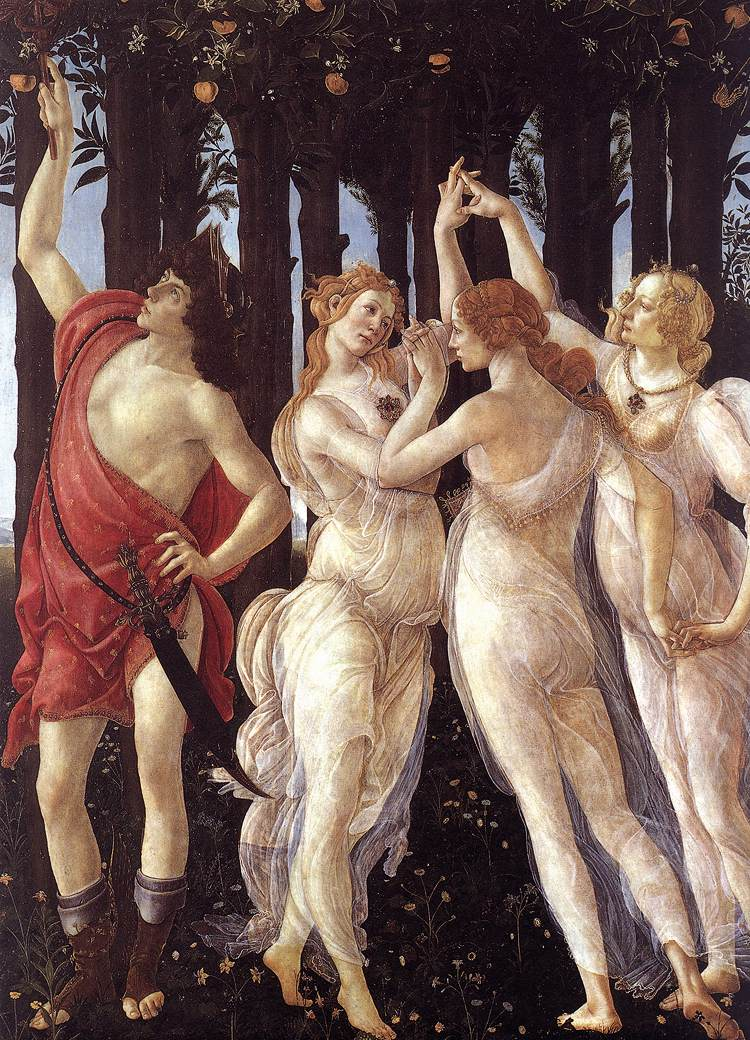
Sandro Botticelli (1445-1510), La Primavera, particolare di Ermes e le Grazie

Zeus aveva inviato Ermes ad Egisto perché rinunciasse al suo piano e gli predicesse che se avesse ucciso Agamennone sarebbe stato a sua volta ucciso dal figlio di lui, non appena avesse raggiunto le soglie della maturità. Egisto non lo aveva ascoltato, aveva ripudiato la moglie e si era recato a Micene. Qui divenne amante di Clitemnestra e visse con lei coltivando il suo stesso rancore insinuandole la volontà di assassinare il marito al suo ritorno. Ebbero un figlio, Alete, e due figlie, Erigone ed Elena. 
Dapprima, la regina respinse le sue proposte. Temeva Agamennone che, prima di salpare per Troia, aveva ordinato all'aedo di corte, Demodoco, di sorvegliare la regina e di comunicargli per iscritto ogni più piccolo indizio della sua infedeltà. Egisto lo imprigionò e lo relegò senza viveri in un'isola deserta, dove gli animali selvatici e gli uccelli rapaci lo divorarono spolpando le sue ossa. Clitennestra si lasciò  sedurre dal progetto omicida ed Egisto celebrò la sua futura vittoria: sacrificò ad Afrodite e ad Artemide, che maturava un odio profondo per i figli di Atreo, offrendo monili d'oro e luminosi tessuti.

Clitemnestra macchinò quindi con Egisto di uccidere Agamennone al suo rientro da Troia. La regina temette che arrivasse inaspettatamente, così scrisse ad Agamennone in una lettera di accendere un falò sul monte Ida non appena Troia fosse caduta. Clitennestra era stata perciò informata dalla sua vedetta, che Troia era stata presa e che si faceva imminente il ritorno del marito. Lo uccise, con l'aiuto di Egisto, quando questi rimise piede in patria scatenando l'odio dei figli Elettra ed Oreste e perpetuando la maledizione di Pelope.

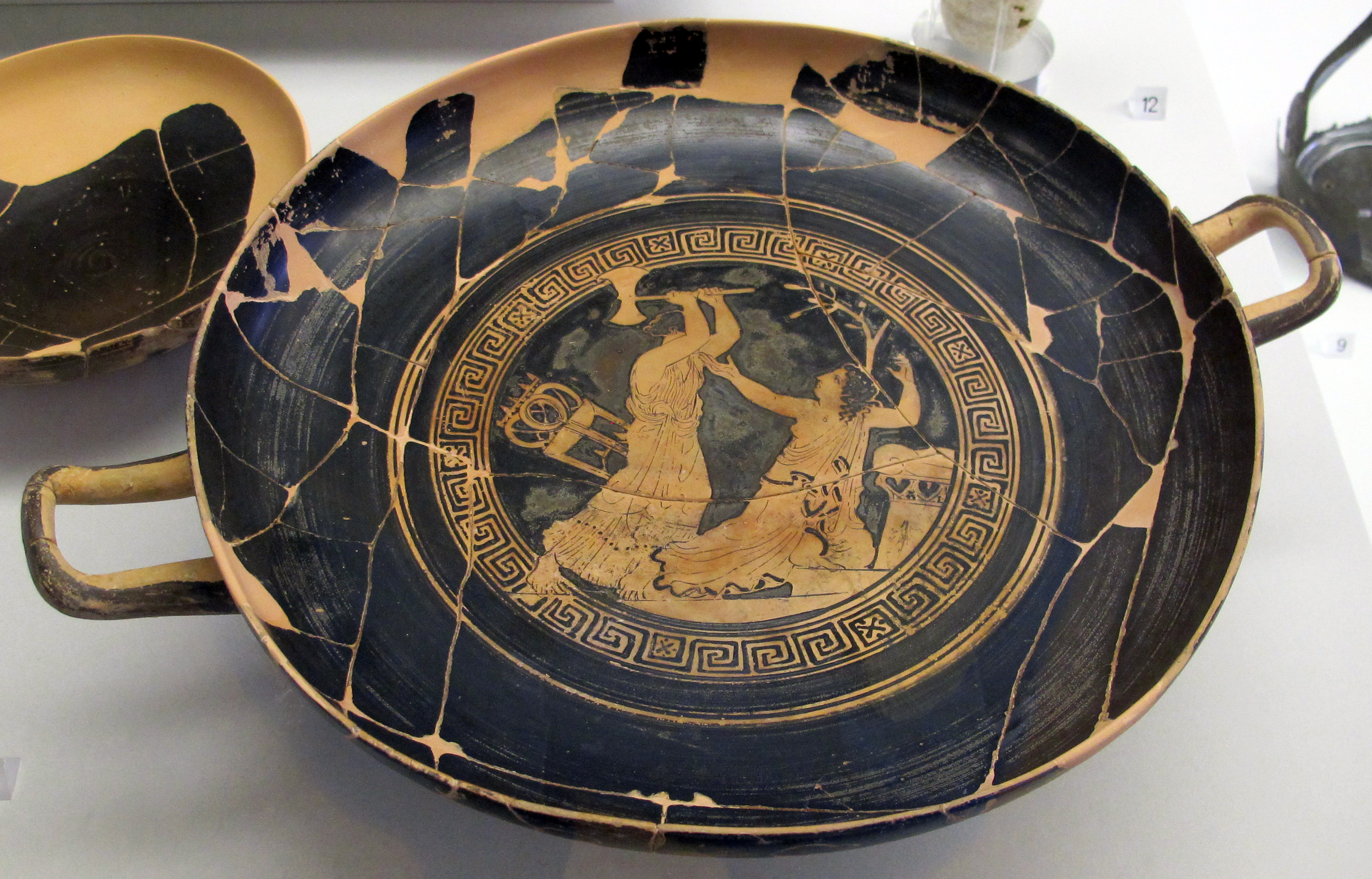
Clitemnestra assale Cassandra davanti all'ara di Apollo, 425-400 ac., da tomba 264.
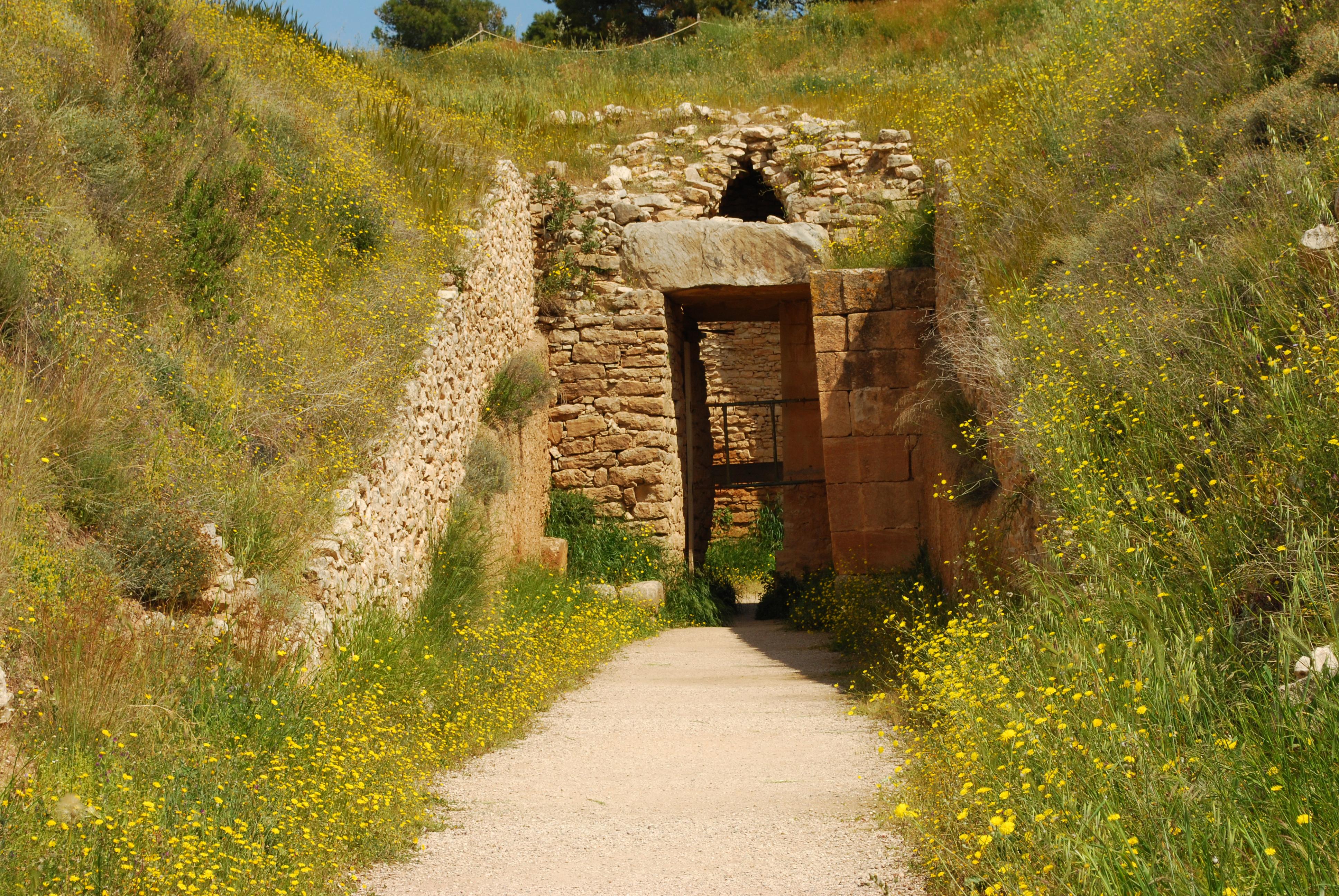
Micene, tomba detta di Egisto
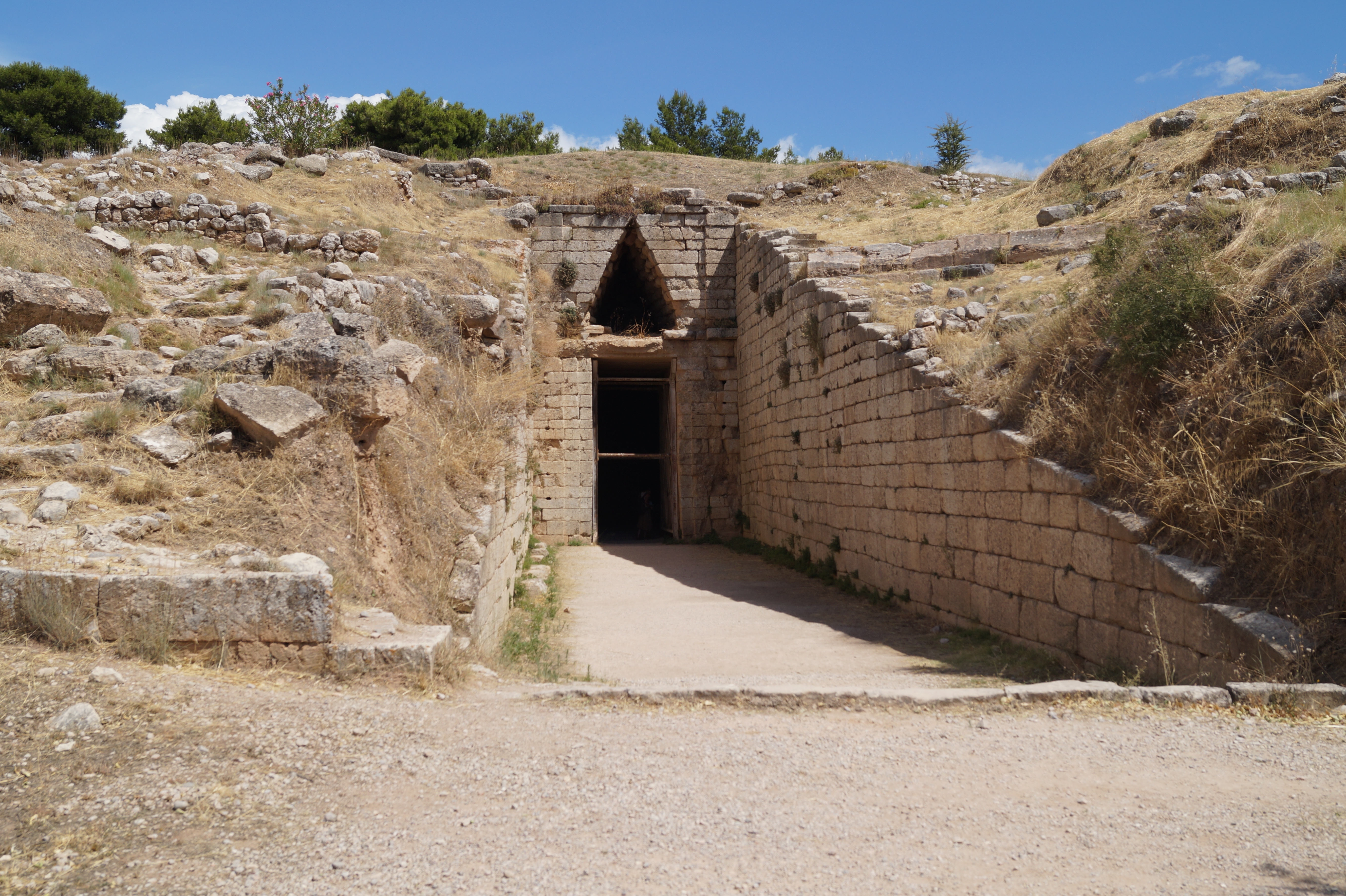
Micene, tomba detta di Clitemnestra

Dieci anni dopo Oreste vendicò il padre uccidendo Egisto e Clitennestra, oltre ai fratellastri Alete ed Elena. Sopravvisse solo Erigone, secondo alcune fonti solo grazie all'intervento della dea Artemide.